# Penžinski zaljev
Penžinski zaljev (rus. Пенжинская губа) je dugi uski zaljev uz sjeverozapadnu obalu Kamčatke. Zauzima sjeveroistočni kut Ohotskog mora i jedan je od dva zaljeva koji čine veći Šelihovljev zaljev (drugi je Gižiginski zaljev).
S istoka je ograničen poluotokom Kamčatka, a sa zapaodom pouotokom Tajgonos, koji ga dijeli od zaljeva Gižigin. Dug je oko 300 km i širok oko 65 km. Najuži je u sredini, gdje su dvije obale udaljene oko 30 km. More je u zaljevu zamrznuto od listopada do svibnja. Zaljev ima najveće plime od svih zaljeva u Tihom oceanu - čak 9 metara (maksimum 12.9 metara).
Rijeka Penžina, duga 713 km, se ulijeva u dno zaljeva. Grad Penžin se nalazi u sredini zaljeva.

## Vanjske poveznice
|  | Zajednički poslužitelj ima još gradiva o temi Penžinski zaljev |